# Mariano de Aycinena y Piñol

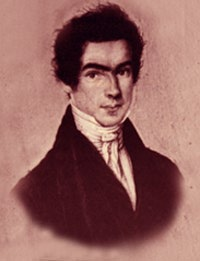
Mariano de Aycinena y Piñol

Mariano de Aycinena y Piñol (* 16. September 1789 in Guatemala-Stadt; † 22. Januar 1855 in Guatemala-Stadt) war ein Staatschef von Guatemala.

## Leben
Mariano de Aycinena entstammte der sehr wohlhabenden und einflussreichen guatemaltekischen Familie Aycinena. Er studierte Jura an der Universidad San Carlos de Guatemala und schloss das Studium 1810 ab. Von 1820-26 gehörte er wiederholt als Syndikus dem Stadtrat von Guatemala-Stadt an. 
Er trat für die Unabhängigkeit Zentralamerikas von Spanien ein und zählte am 15. September 1821 zu den 13 Unterzeichnern der Unabhängigkeitserklärung. Er war ein herausragender Vertreter der konservativen Partei und ein vehementer Befürworter des von Gabino Gaínza betriebenen Anschlusses Zentralamerikas an das Kaiserreich Mexiko. Von 1827-29 war er Staatschef der Provinz Guatemala (als Teil der 1823 gegründeten Vereinigten Provinzen von Zentralamerika). Seine Regierung war autoritär und repressiv. Insbesondere bekämpfte er die freie Presse. 
1829 besetzten Truppen des liberalen Staatschefs der Provinz Honduras, General Francisco Morazán, Guatemala. Aycinena musste daraufhin das Land verlassen und ging ins Exil. Er konnte erst 15 Jahre später unter der konservativen Regierung von Rafael Carrera nach Guatemala zurückkehren. Anschließend war er als Abgeordneter im guatemaltekischen Parlament, Regierungsberater und 1850 als Bürgermeister von Guatemala-Stadt auch wieder politisch aktiv.